# Boldogkőváralja
Boldogkőváralja ist eine Gemeinde im Komitat Borsod-Abaúj-Zemplén in Nordungarn. In der Burgruine Boldogkő befindet sich ein Museum.

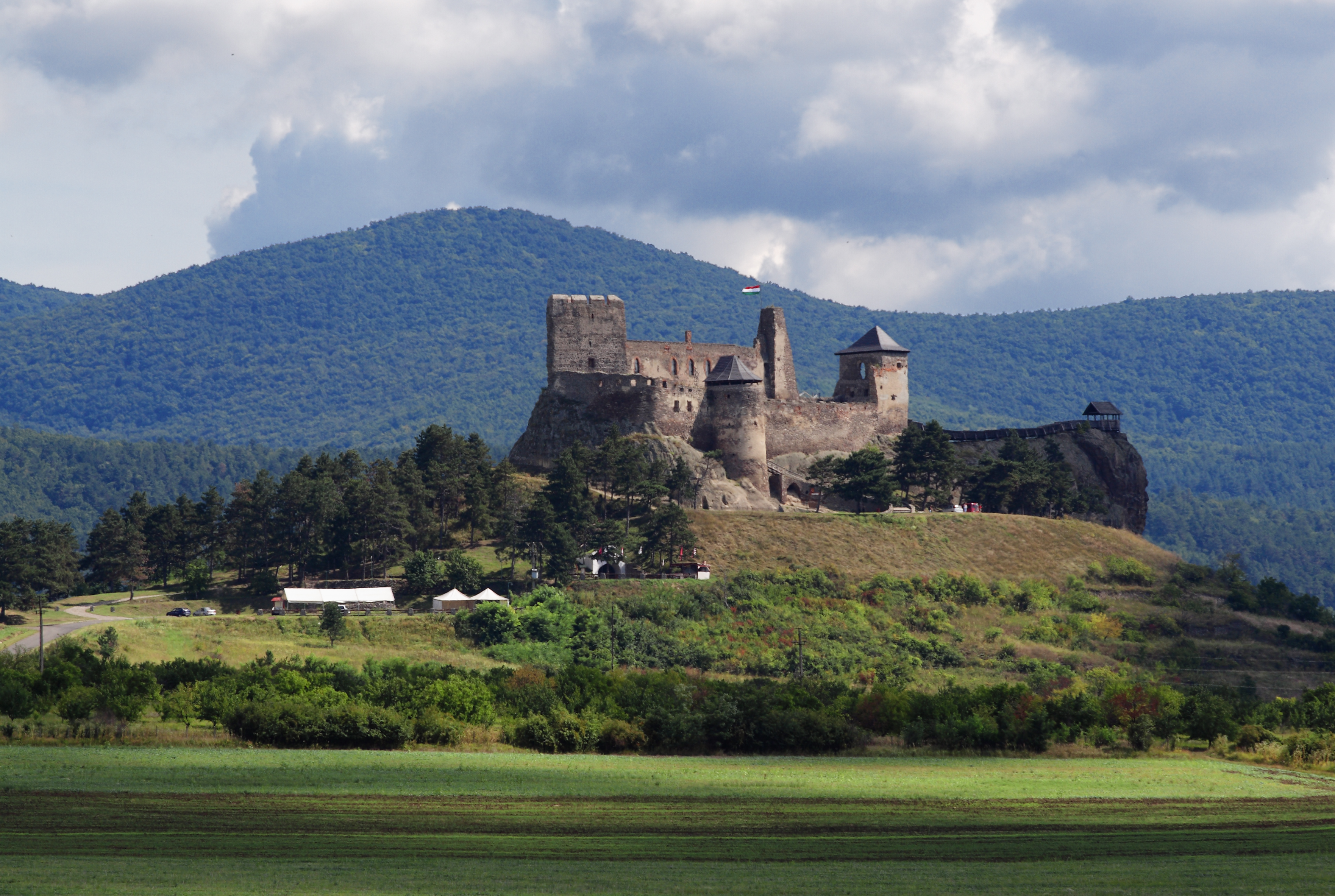
Burgruine Boldogkő am Gemeinderand, gegründet im 13. Jahrhundert

## Lage
Boldogkőváralja liegt im Nordosten Ungarns, 52 Kilometer vom Komitatssitz Miskolc entfernt. Nachbargemeinden sind Abaújkér 7 km, Arka 3 km und Boldogkőújfalu 6 km. Die nächste Stadt Encs ist 10 km von Boldogkőváralja entfernt.

## Persönlichkeiten
- Manó Péchy (1817–1889), Politiker, Obergespan und Reichstagsabgeordneter